# Châteauneuf-sur-Charente
 Châteauneuf-sur-Charente  es una población y comuna francesa, en la región de Poitou-Charentes, departamento de Charente, en el distrito de Cognac. Es el chef-lieu del cantón de su nombre.
En 1858 incorporó Saint-Surin.
Hasta 1891 se llamó Châteauneuf.

## Demografía[1]
| 2 156 | 2 184 | 2 153 | 2 277 | 2 336 | abs. | 2 739 | 3 030 | 3 034 | 3 565 | 3 541 | 3 750 | 3 774 | 3 204 | 3 174 | 2 888 | 2 783 | 2 870 | 2 996 | 3 025 | 2 808 | 2 876 | 3 020 | 2 975 | 3 002 | 3 015 | 3 285 | 3 475 | 3 500 | 3 554 | 3 522 | 3 422 | 3 434 |
| Para los censos de 1962 a 1999 la población legal corresponde a la población sin duplicidades (Fuente: INSEE [Consultar]) |       |       |       |       |      |       |       |       |       |       |       |       |       |       |       |       |       |       |       |       |       |       |       |       |       |       |       |       |       |       |       |       |